# George Bryant

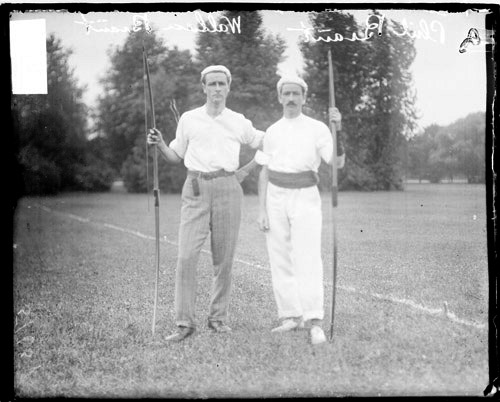
Phil Bryant (rechts) und sein Bruder Wallace 1906

George Phillips „Phil“ Bryant (* 27. Februar 1878 in Melrose, Massachusetts; † 18. April 1938 in Marshfield, Massachusetts) war ein US-amerikanischer Bogenschütze.

## Leben
Bryant war ein Sohn von Dexter Bryant (1837–1921) und dessen Frau Dorcas Ann[e] (geborene Hancock, 30. März 1839–1. März 1924) und hatte sechs Geschwister. Er besuchte zunächst die Melrose High School und studierte von 1895 bis 1899 Rechtswissenschaften an der Harvard University (Harvard Law School) in Cambridge, Massachusetts. Nach seinen Abschlüssen 1899 (A.B.) und 1902 (LL.B.) arbeitete er als Rechtsanwalt und machte sich am 8. Oktober 1902 in Boston selbständig. Am 1. Januar 1905 richtete er seine Anwaltskanzlei im Kimball Building in der Tremont Street Nr. 18 ein. In seiner Freizeit widmete er sich seit 1904 dem Bogenschießen.
Er nahm erfolgreich an den Olympischen Spielen 1904 in St. Louis teil. Er gewann die Goldmedaillen in der Double York Round und in der Double American Round; hinzu kam eine Bronzemedaille in der Team American Round (Mannschaftswertung). Anschließend war er mehrmals nationaler Champion im Bogenschießen (1904, 1905, 1909, 1912, 1913).
Am 2. Oktober 1907 heiratete er in Waltham Edith Helen (geborene Poole), eine Tochter von Charles A. und Helen D. Poole. Das Paar unternahm vom 15. Juni bis zum 1. Oktober 1908 eine Reise nach Kalifornien und Nevada. Mit ihr hatte er einen Sohn Phillips Bryant (geboren am 22. Januar 1909).
Seine Schwester Sara Cone Bryant war als Kinderbuchautorin bekannt.